# Vitor Osmar Becker
Vitor Osmar Becker, né à Brusque, est un entomologiste brésilien spécialisé dans l'étude des Lépidoptères.

## Biographie
Il obtient un bachelor en agronomie et foresterie de l'Université fédérale du Rio Grande do Sul en 1967, un master en foresterie à l'American Institute of Agricultural Sciences en 1973, et un doctorat à l'Imperial College London en 1981. Il consacre l'intégralité de sa carrière à l'étude des Lépidoptères, sous l'influence initiale du lépidoptériste polonais Czesław Bieżanko. Il travaille comme chercheur au Ministère de l'agriculture brésilien jusqu'à sa retraite en 1997. Il constitue une collection unique de plus de 300 000 papillons néotropicaux, représentant plus de 35 000 espèces et constituant l'une des plus grandes en son genre, derrière celles du Musée d'histoire naturelle de Londres et du Musée national d'histoire naturelle des États-Unis. Au cours de sa carrière, il décrit ou co-décrit plusieurs centaines d'espèces de papillons, notamment avec Józef Razowski. Avec son épouse, Clemira Ordoñez Souza, ils sont responsables de la création de la Serra Bonita Reserve, une réserve naturelle de près de 20 km2 de forêt atlantique sur la côte brésilienne, l'un des biotopes les plus diversifiés du Brésil mais aussi le plus déforesté (réduit à 8 % de sa surface historique).

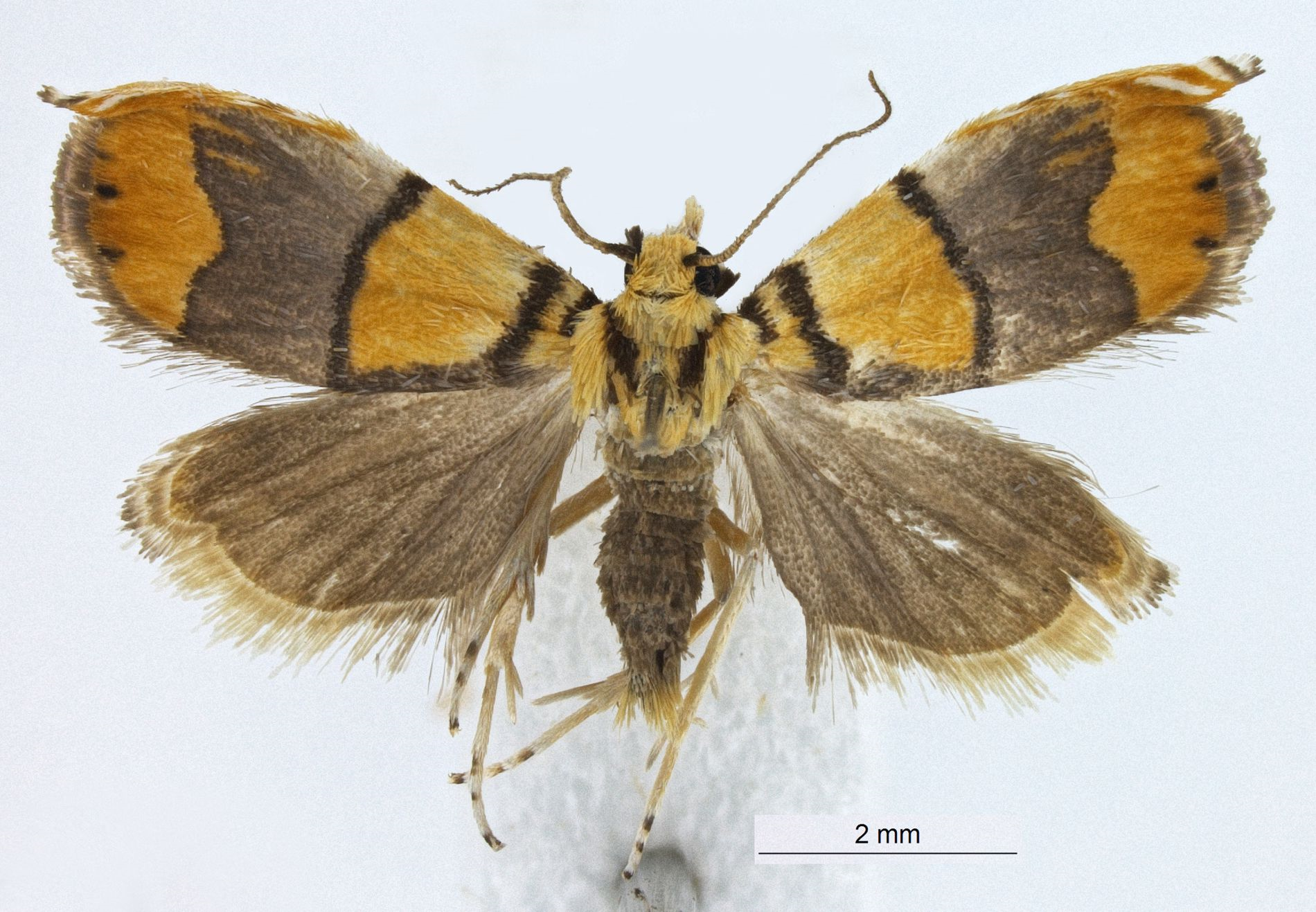
Le crambidé Diptychophora galvani, décrit par Bernard Landry et Vitor O. Becker en 2021.